# Rezerwat przyrody Torfowisko Borówki
Torfowisko Borówki (potocznie określany również mianem Torfowisko Borówki – Wierzbowa) – torfowiskowy rezerwat przyrody, utworzony w dniu 26 stycznia 1994 roku, położony w obrębie leśnym Wierzbowa, na bagnach Borów Dolnośląskich. Jest to rezerwat o dużej ilości gatunków roślin chronionych, przez co jest cennym stanowiskiem florystycznym.

## Położenie
Rezerwat położony jest na bagnach leżących pomiędzy wsiami Borówki (stąd nazwa rezerwatu) i Wierzbowa, w gminie Gromadka, w pow. bolesławieckim, w woj. dolnośląskim. Geodezyjnie obszar rezerwatu leży w większości w obrębie miejscowości Wierzbowa, i w mniejszej części w obrębie wsi Borówki.
Pod względem geograficznym, leży w mezoregionie Równinie Legnickiej, w V Śląskiej Krainie Przyrodniczo-leśnej, i w I Dzielnicy Równiny Dolnośląskiej. Obszar rezerwatu w całości znajduje się w zakresie Nadleśnictwa Chocianów – obręb Wierzbowa, Przemkowskiego Parku Krajobrazowego oraz obszaru Natura 2000 PLB020005 Bory Dolnośląskie OSO.

## Obszar
Całość powierzchni rezerwatu wynosi 37,42 ha, w tym 2,98 ha obejmują stawy po wyrobiskach torfowych. Przez wiele dziesięcioleci, przed urządzeniem w tych miejscach rezerwatu, obszar ten nazywany był Siedmioma lub Sześcioma Stawami.

## Przyroda
Ze względu na różny stopień zawilgocenia, teren rezerwatu składa się z różnych zbiorowisk roślinnych, w tym chroniących rośliny rosnące tylko na kilku stanowiskach w obrębie Dolnego Śląska. Na zbiornikach dystroficznych rośnie grzybień północny (w płatach), pływacz średni oraz mchy wodne. Grzybień północny występuje też na torfiankach (Sześć stawów, już poza teren rezerwatu). Przy brzegach rośnie rosiczka pośrednia, a na bezleśnych torfowiskach - przygiełka biała i wełnianka wąskolistna. Wyższe partie torfowisk porasta bór bagienny (sosna zwyczajna, świerk). W tym zbiorowisku występują: żurawina błotna, żurawina drobnoowocowa i wełnianka pochwowata. Między borem bagiennym, a bezleśnym torfowiskiem, jak również w podszycie boru, istnieją stanowiska bagna zwyczajnego. Poza borem bagiennym rosną lasy z brzozą omszoną, kruszyną i orlicą. W granicach rezerwatu występują też zbiorowiska bagiennego lasu olchowego z czermienią błotną. 